# DELETE (SQL)
DELETE(デリート)ステートメントは、1つもしくは複数のレコードを削除する、SQLにおけるデータ操作言語 (DML)ステートメントの1つである。すべてのレコードを一括削除するかまたは、条件式を満たす一部のレコードだけを削除することができる。

## 構文
```
 
DELETE
 
FROM
 
主表
 
[
WHERE
 
条件式
]

```

WHERE句で条件式を指定した場合は、条件式に一致するレコードのみ削除される。WHERE句が省略された場合は、全レコードが削除される。
DELETE の際に削除の対象以外の表を参照する場合には副問い合わせを使う必要があるが、データベースによっては USING または追加の FROM 句により表の参照を追加できるものもある。

```
 
DELETE
 
FROM
 
主表
 
USING
 
副表
 
WHERE
 
主表
.
列
 
=
 
副表
.
列
 
...

```

DELETEステートメントを実行したとき、データベーストリガを設定することにより他のテーブルもあわせて削除することができる。例えば、2つのテーブルが外部キーでリンクされているとき、一方のテーブルのある行が削除されたなら、削除された行とリンクしている他方のテーブルの行もトリガーにより自動削除されることにより、参照整合性を維持することができる。

## 性能
一般に、全ての行を削除する場合には DELETE よりも TRUNCATE TABLE ステートメントのほうが高速に処理できる。

## サンプル
テーブル pies から、項目 flavour が 'Lemon Meringue' である行を削除する:
```
 DELETE FROM pies WHERE flavour='Lemon Meringue';
```

テーブル mytable から、項目 mycol の値が100より大きい行を削除する:
```
DELETE FROM mytable WHERE mycol > 100;
```

テーブル mytable のすべての行を削除する:
```
DELETE FROM mytable;
```